# Małe Chełmy
Małe Chełmy is een plaats in het Poolse district  Chojnicki, woiwodschap Pommeren. De plaats maakt deel uit van de gemeente Brusy en telt 214 inwoners.